# 格哈德·埃斯勒
格哈德·埃斯勒（德語：Gerhart Eisler，1897年2月20日—1968年3月12日），德国政治家，奥地利共产党早期成员，魏玛共和国时期德国共产党成员，曾协助参与1927年12月的广州暴动，1929年至1931年作为共产国际联络员在中国活动。

## 外部連結
- 有关格哈德·埃斯勒在德国经济学中央图书馆（ZBW）20世纪新闻档案中的剪报。
- State Department passport brief, A115–A116
- Investigation of Un-American Propaganda Activities in the United States, hearings of 6 February 1947, U.S. Congress, House of Representatives, House Un-American Activities Committee, 80th Cong., 1st sess., 14–19.
- "The Brain" Archive.today的存檔，存档日期2013-02-04, 時代雜誌, Monday, 28 October 1946
- Schebera, Jürgen. . Mainz: Schott. 1998  [26 July 2017]. （原始内容存档于2021-01-21）.